# Nebrová
Nebrová je přírodní rezervace v katastrálním území obce Červený Kameň v okrese Ilava v Trenčínském kraji na severozápadě Slovenska. Území bylo vyhlášeno v roce 1993 s rozlohou 53,3 hektaru. Předmětem ochran jsou luční a pastevní společenstva s velkou druhovou biodiverzitou.

## Fotogalerie

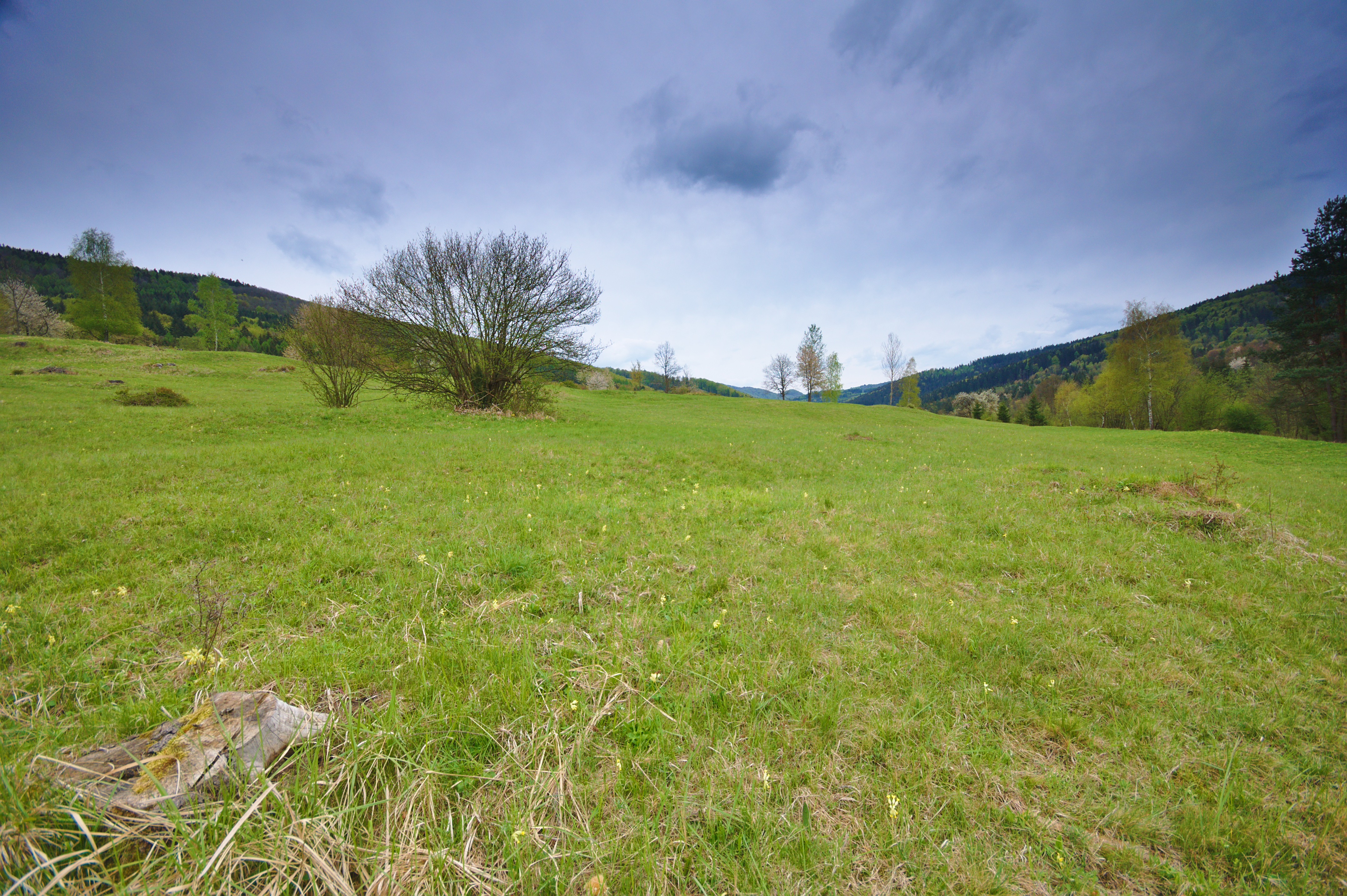
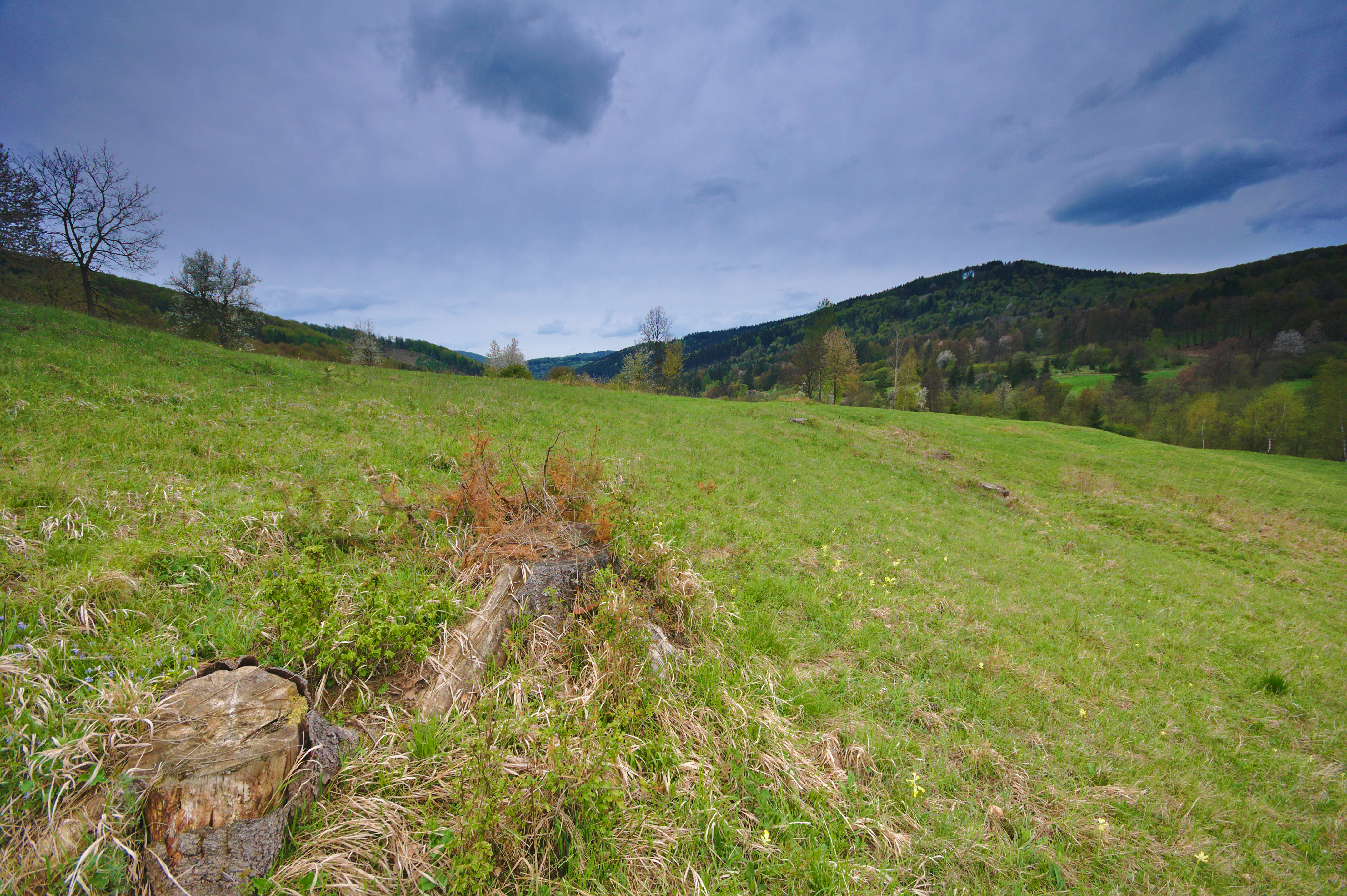
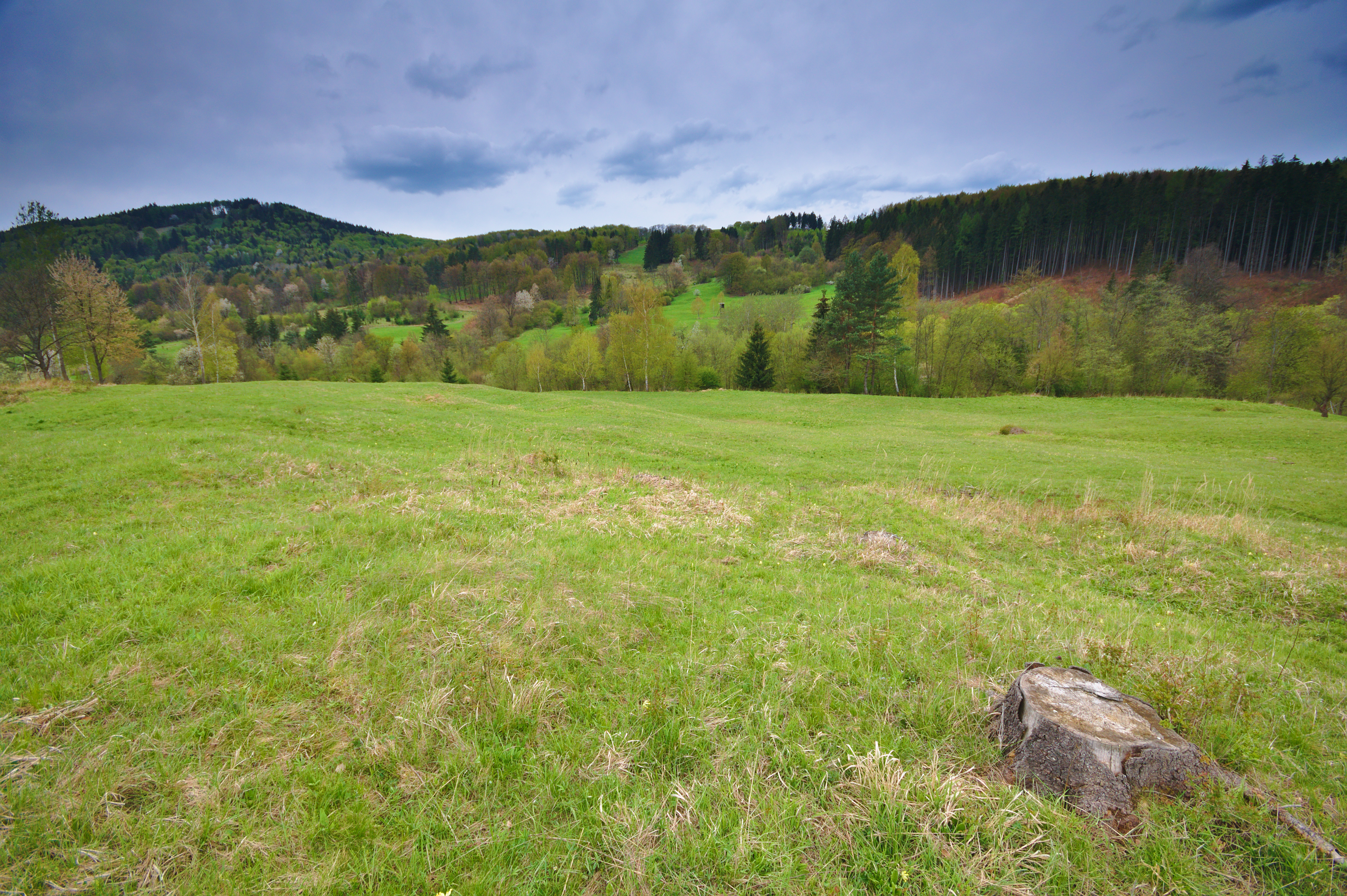
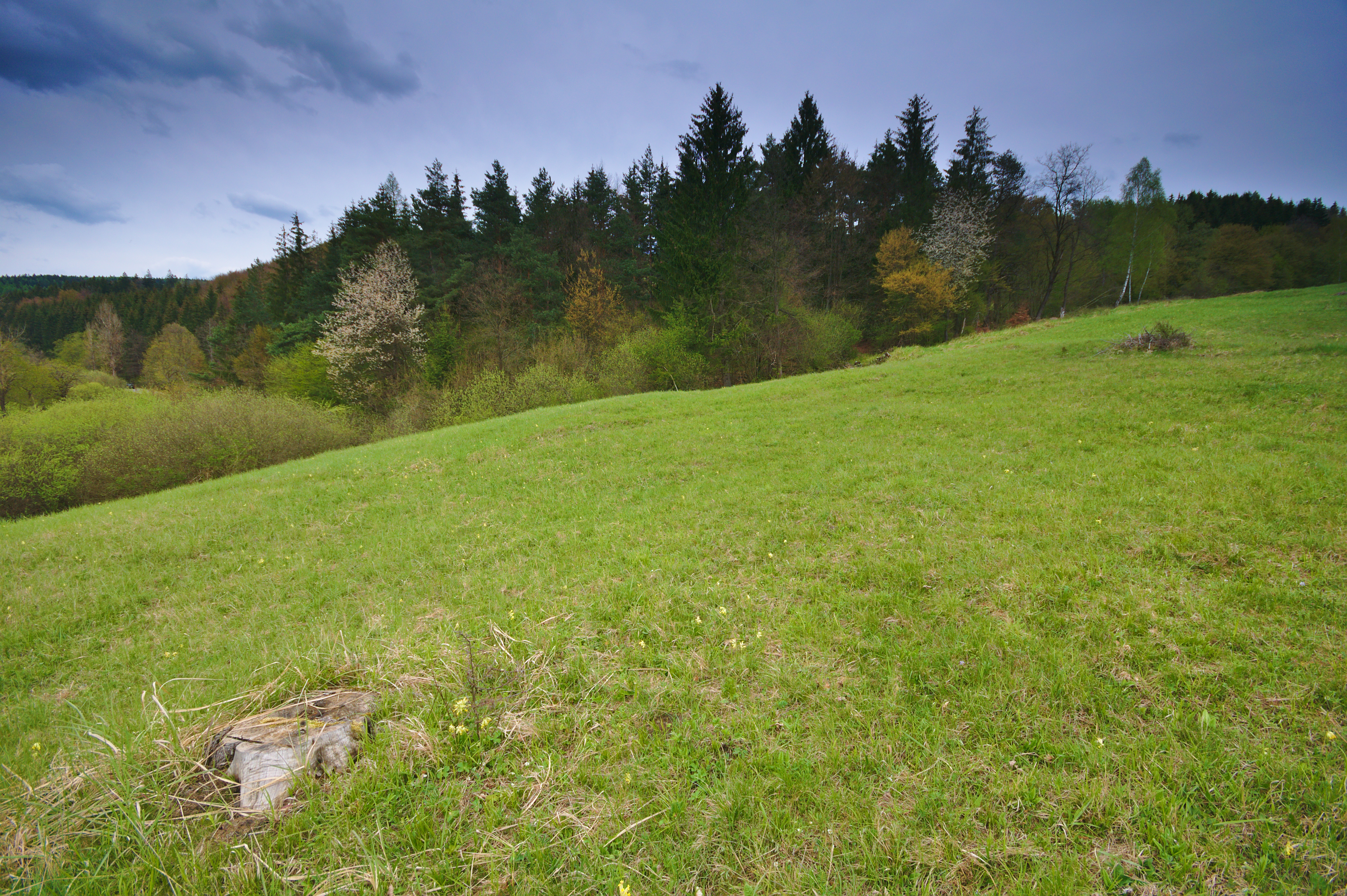
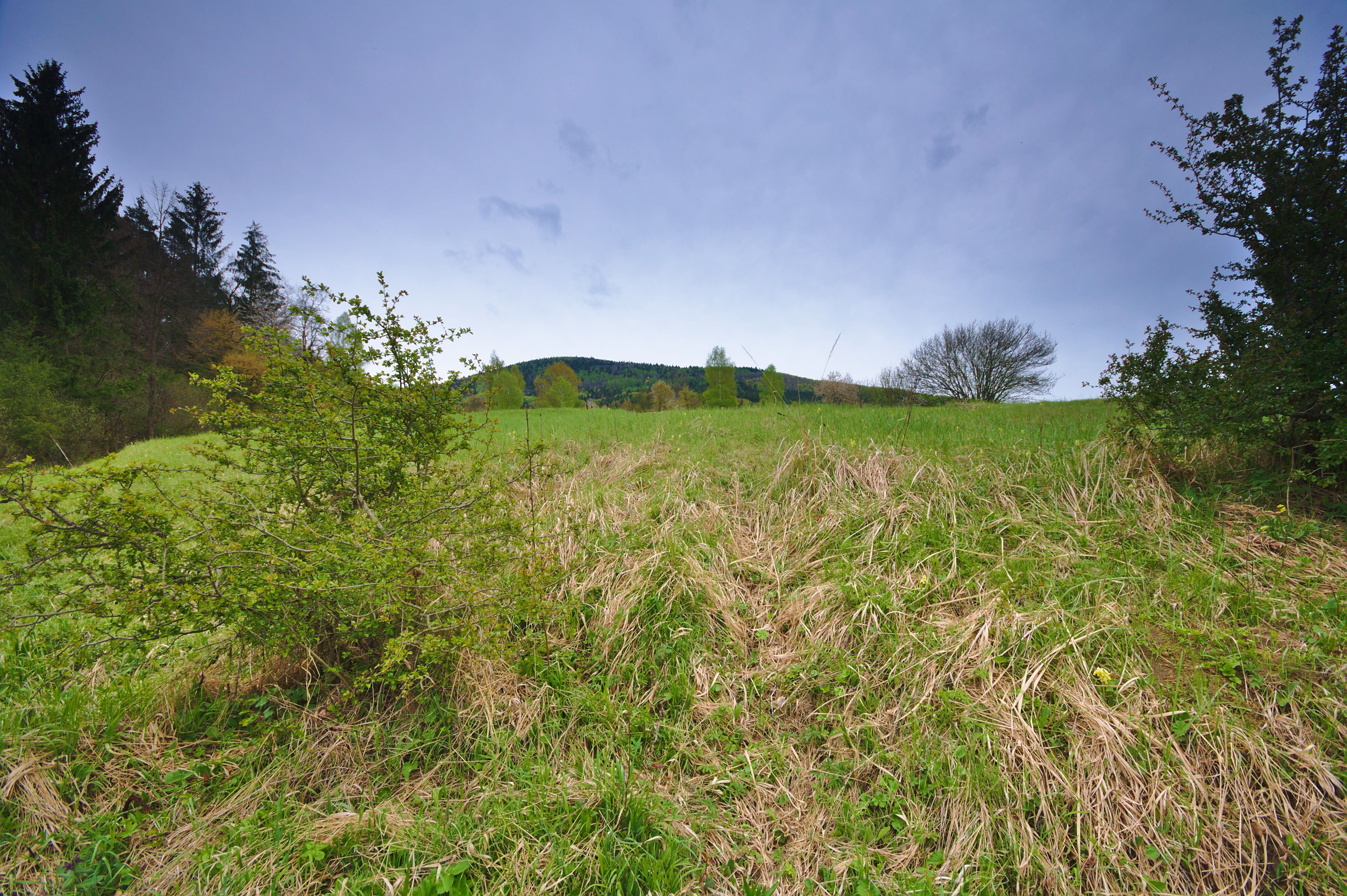
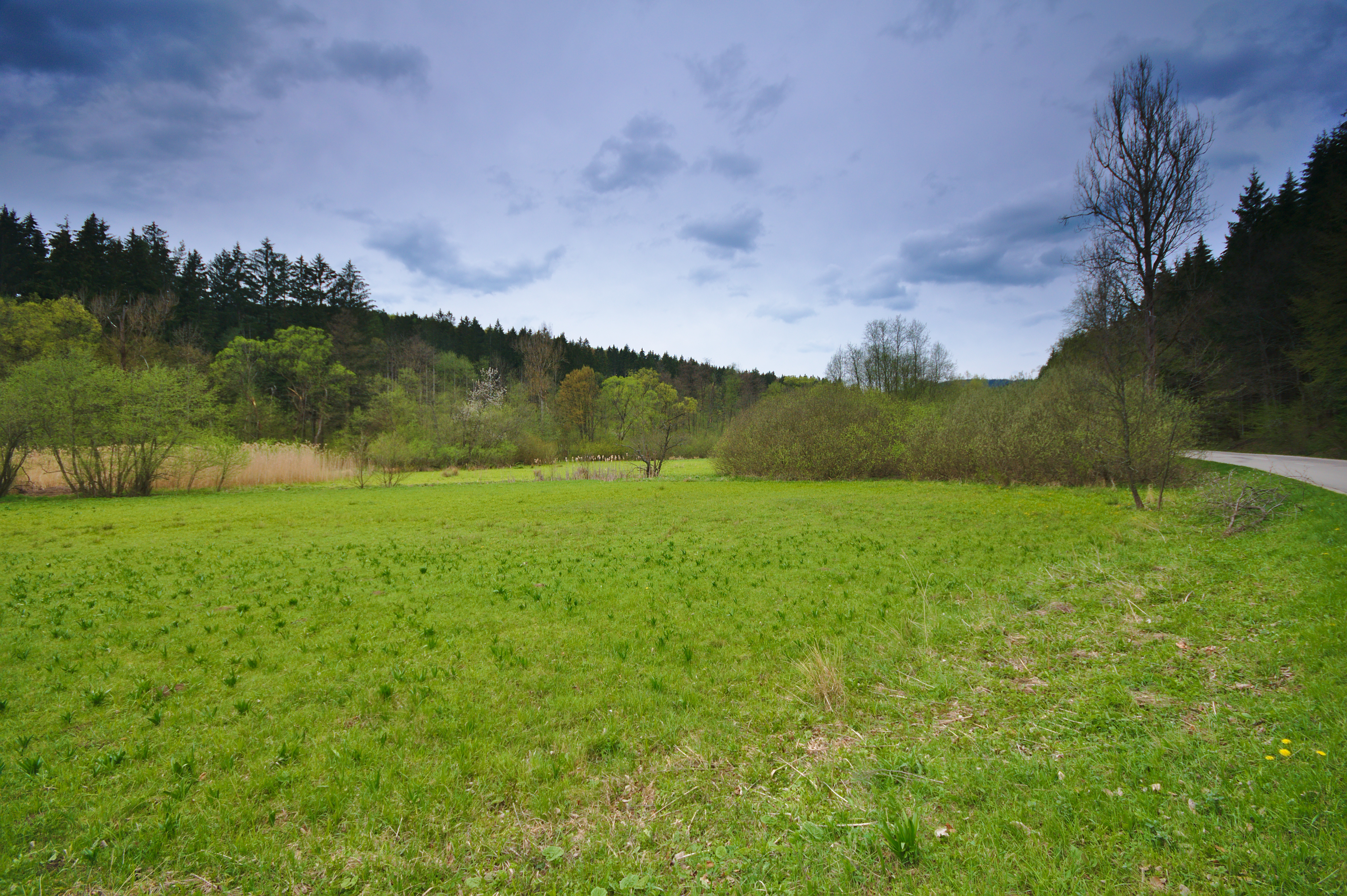
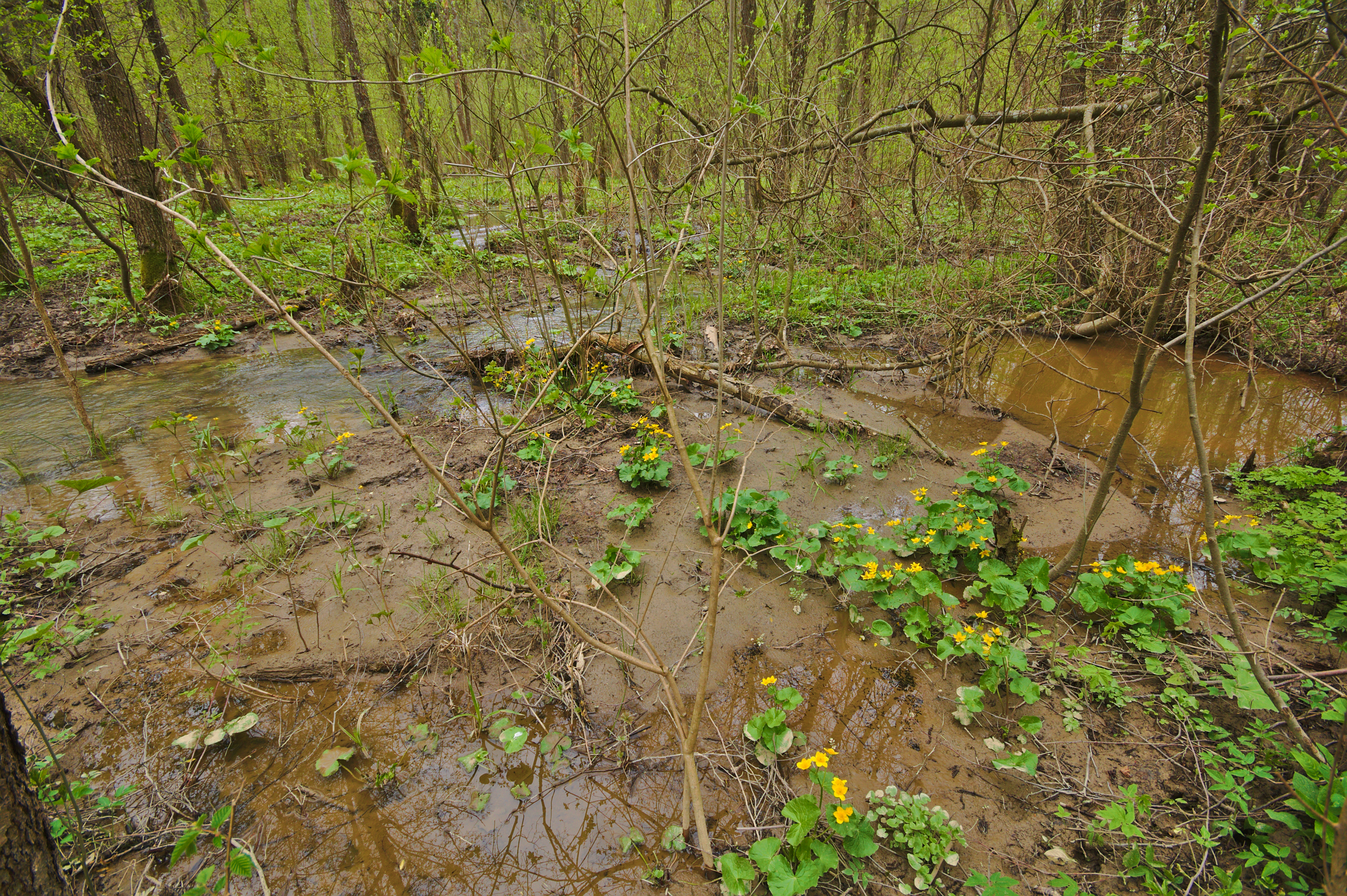
Tovarský potok v PR